# Bornstedt (Mansfeld-Harz Meridionale)
Bornstedt è un comune tedesco di 790 abitanti situato nel land della Sassonia-Anhalt.